# Szepessümeg
Szepessümeg (szlovákul: Smižany, németül: Schmögen) község Szlovákiában, a Kassai kerület Iglói járásában.

## Fekvése
Iglótól 3 km-re északnyugatra, a Hernád bal partján fekszik.

## Története
Területe ősidők óta lakott, a régészeti leletek tanúsága szerint a Hernád völgyében már az i. e. 5. évezredben is éltek emberek. A legkorábbi település nyomai a község területén a Hernád bal parti teraszán kerültek elő. Ez a település néhány száz évig volt lakott. A leletek arra utalnak, hogy lakói földműveléssel és vadászattal foglalkoztak. Később, az i. e. 2500 körüli időben erődített település állt itt, melynek emlékei főként az otománi kultúrához kapcsolhatók. Az i. e. 14. században itt állt erődített település leletei már fejlett bronzművességről tanúskodnak. Ekkor indult meg a Szepesség nagyobb benépesülése és a puhói kultúra elterjedése, melynek következtében ez a vidék lényegében a 2. századig folyamatosan lakott volt.
A következő nagyobb betelepülés a 7. század végén és a 8. század elején a szlávok megjelenésével ment végbe. A 8. században a Nagymorva Birodalom idején területén kisebb vár állt. Ez a kisméretű földvár a leletek tanúsága szerint hadak támadása következtében égett le. Később új urai a Hernád jobb partján új várat emeltek, mely a középkorban még sokáig fennállt. A mai templomtól délkeletre, a Brusnik-patak nyugati partján is állt egy földvár, mely a középkorban uralta a falu feletti magaslatot.
A falut 1246-ban „Micha” néven említik először. 1254-ben IV. Béla oklevelében „Sumugh” alakban szerepel, főként német lakói IV. Bélától kiváltságokat kaptak. 1282-ben „Simigium”, 1293-ban „Sumugy” néven írják, ekkor III. András király több szepesi településsel együtt az akkor főként szászok lakta települést felmentette a szepesi várispánságnak fizetendő adókötelezettség alól. Lakói az évszázadok során földműveléssel, állattartással, kézművességgel, szénégetéssel, vaskohászattal, fuvarozással foglalkoztak. 1345-ben „Somogy”-ként említik. 1433 tavaszán a husziták más településekkel együtt Sümeget is felégették. A 15. században a régi templomot gótikus stílusban építették át. 1465-től a Szapolyaiak, a 16. században Báthory András, majd a Thurzók birtoka.
1570-ben „Smyssan” alakban említik a korabeli források. Lakói a Szepesi vár szolgálónépei voltak. A 17. század elején Bocskai, majd Bethlen hadai rabolták ki a települést. 1635-ben 32 lakóház, 11 lakatlan és 47 zsellérház állt a faluban. 1638-tól házasság révén a Csákyak birtoka lett. 1679. május 12-én Thököly Imre kurucai rabolták ki. A kuruc hadak pusztításait a 18. század elején kitört pestis tetőzte be. Lakosságának száma ebben az időszakban mintegy száz főre esett vissza. Az 1771-es urbárium szerint a település egyszerű jobbágyfalu szintjére süllyedt. 1781-ben 113 házában 868 lakos élt. A 18. század elejétől sóhivatal és 1815-ig sóraktár működött itt.
A 18. század végén Vályi András így ír róla: „SMIZÁNY. Tót falu Szepes Várm. földes Ura Gr. Csáky Uraság, lakosai katolikusok, sóháza is van; határja meglehetős.”
1828-ban 126 házában 913 lakos élt. 1831-ben súlyos kolerajárvány tört ki, melyet parasztfelkelés kísért. A felkelés leverése után a községből 35 férfit és két nőt ítéltek el a lázadásban való részvétel miatt. 
Fényes Elek 1851-ben kiadott geográfiai szótárában így ír a településről: „Smizsán, Schmögen, tót m. v., Szepes vgyében, Iglóhoz 1/2 órányira, 686 kath., 140 evang., 12 zsidó lak., kath. paroch. templom. Vendégfogadó. Vashámorok. Só-rakhely. Vizimalmok. Határa elég termékeny. F. u. gr. Csáky László örökösei.”
Az 1860-as évekre Szepessümegnek 1121 lakosa lett, azonban 1880 és 1890 között a jobb élet reményében sok lakója kivándorolt. A településen jelentős volt a vaskohászat, utolsó vasolvasztója, melyet Csáky István a falutól délre építtetett 1886-ig működött. A trianoni békeszerződésig Szepes vármegye Iglói járásához tartozott.
1986 és 1990 között Igló városának része volt.

## Népessége
| Év:            | 1994. | 2004.    | 2014.   | 2024.   |
| -------------- | ----- | -------- | ------- | ------- |
| Emberek száma: | 6592  | 8269     | 8623    | 8825    |
| Eltérés:       |       | +25,43 % | +4,28 % | +2,34 % |

| Év:            | 2023. | 2024.   |
| -------------- | ----- | ------- |
| Emberek száma: | 8828  | 8825    |
| Eltérés:       |       | -0,03 % |

1880-ban 1254 lakosából 24 magyar, 93 német és 1010 szlovák anyanyelvű volt. Ebből 1043 római katolikus, 128 evangélikus, 75 izraelita és 7 görög katolikus vallású volt.
1890-ben 1130 lakosából 16 magyar és 962 szlovák anyanyelvű volt.
1900-ban 1279 lakosából 25 magyar és 1179 szlovák anyanyelvű volt.
1910-ben 1360 lakosából 88 magyar, 59 német és 1213 szlovák anyanyelvű volt. Ebből 1193 római katolikus, 114 evangélikus, 37 izraelita és 16 görög katolikus vallású volt.
1921-ben 1443 lakosából 9 magyar, 43 német, 4 zsidó, 3 egyéb nemzetiségű, 1364 csehszlovák és 20 állampolgárság nélküli volt. Ebből 1310 római katolikus, 99 evangélikus, 26 izraelita, 4 görög katolikus, 1 református és 3 egyéb vallású volt.
1930-ban 1786 lakosából 6 magyar, 20 német, 14 zsidó, 5 ruszin, 182 egyéb nemzetiségű, 1535 csehszlovák és 24 állampolgárság nélküli volt.
1970-ben 4118 lakosából 1 magyar és 4089 szlovák volt.
1980-ban 4878 lakosából 2 magyar és 4855 szlovák volt.
1991-ben 4973 lakosából 1 magyar és 4267 szlovák volt. 
2001-ben 7847 lakosából 4 magyar, 6982 szlovák és 761 cigány volt.
2011-ben 8629 lakosából 2 magyar, 7240 szlovák és 1094 cigány volt. Ebből 6942 római katolikus, 235 evangélikus, 142 görög katolikus, 595 ismeretlen vallású és 610 nem vallásos.

## Neves személyek
- Itt született 1912. szeptember 20-án Ján Nálepka szlovák katona, a Szovjetunióban szervezett szlovák partizánegység parancsnoka és az egyetlen szlovák katona, aki a Szovjetunió Hőse kitüntetést is megkapta.
- Itt született 1939-ben Pavol Suržin szlovák költő.

## Nevezetességei
- Római katolikus temploma a 13. század második felében épült, a 15. században gótikus stílusban építették át, majd 1730 körül barokkizálták. 1927-ben kápolnával bővítették, utoljára 1936-ban renoválták, értékes olajfestményei vannak.
- Evangélikus temploma 1932-ben épült.